# Oxalobacteraceae
Le Oxalobacteraceae sono una famiglia di batteri, inclusi nell'ordine dei Burkholderiales. Come tutti i Proteobacteria, gli Oxalobacteraceae sono Gram-negativi. La famiglia include organismi aerobici, anaerobici,ed  anche membri diazotrofi.
Le cellule che caratterizzano questa famiglia sono curve, dritte o a forma di bastoncello.